# Sztuki wyzwolone (film)
Sztuki wyzwolone (ang. Liberal Arts) – amerykański komediodramat z 2012 roku, drugi film wyreżyserowany i napisany przez Josha Radnora, który w filmie występuje również w jednej z głównych ról. Film opowiada historię 35-letniego Jesse'ego (Radnor) zakochującego się w 19-letniej studentce Zibby (Elizabeth Olsen). Premiera odbyła się na Festiwalu Filmowym w Sundance w styczniu 2012 roku.

## Opis fabuły
35-letni Jesse (Radnor) wiedziony tęsknotą za czasem spędzonym w college'u w Ohio wraca tam na zaproszenie swojego byłego profesora Petera Hoberga (Richard Jenkins). Poznaje tam 19-letnią studentkę Zibby (Elizabeth Olsen), córkę przyjaciół Petera, z którą łączą go wspólne zainteresowania i pasje.

## Obsada
- Jesse Fisher – Josh Radnor
- Zibby – Elizabeth Olsen
- Prof. Peter Hoberg – Richard Jenkins
- Prof. Judith Fairfield – Allison Janney
- Dean – John Magaro
- Ana – Elizabeth Reaser
- Susan – Kate Burton
- David – Robert Desiderio
- Nat – Zac Efron
- Leslie – Kristen Bush
- Vanessa – Ali Ahn
- Eric – Ned Daunis
- Robert – Gregg Edelman